# Formă simplectică
În geometria diferențială, peste un spațiu fibrat vectorial real {\displaystyle E\rightarrow P\,}, forma simplectică {\displaystyle \omega \,} este dată de o familie de forme biliniare nedegenerate {\displaystyle \omega _{x}\,} peste spațiul fibrat {\displaystyle E_{x}\,}, punctul {\displaystyle x\in P\,} apaținând lui {\displaystyle C^{\infty }}. Mai riguros, o formă simplectică este o secțiune globală {\displaystyle x\mapsto \omega _{x}\,} de {\displaystyle E^{*}\wedge E^{*}\rightarrow P\,}, care este în toate punctele nedegenerată.
Totuși, peste o mulțime diferențiabilă {\displaystyle M\,}, o formă simplectică {\displaystyle \omega \,} este o o formă diferențiabilă de ordinul 2 nedegenerată și închisă. Mai explicit, impunem condițiile următoare:
- Forma {\displaystyle \omega \,} este nedegenerată dacă în toate punctele {\displaystyle x\,}, forma biliniară antisimetrică {\displaystyle \omega _{x}\,} este nedegenerată.
- Forma {\displaystyle \omega \,} este închisă, în sensul lui : {\displaystyle d\omega \,}.

În particular, {\displaystyle (TM,\omega )\,} este un spațiu fibrat simplectic, dar definiția unei forme simplectice nu se limitează doar la acestă simplă proprietate. Condiția de închidere implică unicitatea ei locală furnizată de teorema lui Darboux.

## Exemple
- Dacă {\displaystyle F\rightarrow P\,} este un spațiu fibrat vectorial, atunci există o formă simplectică pe spațiul fibrat vectorial {\displaystyle E=F\oplus F^{*}\,} dat de:

{\displaystyle \omega \left[f_{1}\oplus f_{1}^{*},f_{2}\oplus f_{2}^{*}\right]=f_{1}^{*}(f_{2})-f_{2}^{*}(f_{1})}
Acest prim exemplu arată naturalețea formelor simplectice. Contrar metricii riemanniene, existența lor nu este bine înțeleasă, dar cel puțin au venit în mod natural.
- Dacă {\displaystyle (M,\omega )\,} este o mulțime simplectică de dimensiune {\displaystyle 2n\,}, iar {\displaystyle P\,} este o submulțime diferențiabilă din {\displaystyle M\,}, atunci:
  - Spațiul fibrat tangent la {\displaystyle M\,} este limitat la un spațiu fibrat de rang {\displaystyle 2n\,} peste {\displaystyle P\,}, notat {\displaystyle T_{P}M\rightarrow P\,}, iar {\displaystyle (T_{P}M,\omega )\,} este un spațiu fibrat simplectic.
  - Dacă în toate punctele x ale lui P, forma biliniară {\displaystyle \omega _{x}\,} este nedegenerată cu restricția la spațiul tangent {\displaystyle T_{x}P\,}, atunci, {\displaystyle \iota ^{*}\omega \,} este o formă simplectică asupra lui P.

## Existența
Existența formelor simplectice pe o mulțime diferențiabilă este încă o problemă deschisă.